# Indisch Comité voor Wetenschappelijke Onderzoekingen
Het Indisch Comité voor Wetenschappelijke Onderzoekingen (ICWO), in 1897 opgericht te Batavia, Nederlands-Indië en ook daar gevestigd, stelde zich ten doel de kennis van land en volk van Indië te bevorderen en uit te breiden, zowel met oog op de belangen der wetenschap als die van de landbouw en nijverheid.
Het comité bracht adviezen uit met betrekking tot wetenschappelijk onderzoek, met als speciale terreinen de geologie, botanie, zoölogie, fysische antropologie en volkenkunde en werkte zo veel mogelijk in overeenstemming met de Maatschappij ter Bevordering van het Natuurkundig Onderzoek der Nederlandsche Koloniën, een soortgelijke instelling in Amsterdam.
Het behartigde de belangen van die Maatschappij in Nederlands-Indië, bereidde de expedities van Nederlandse onderzoeksteams voor en verleende hulp en gaf adviezen aan individuele wetenschappers.
Zo sponsorde het ICWO de Centraal-Nieuw-Guinea-expeditie van 1920-1922 en de Nederlandse deelname aan de Nederlands-Amerikaanse Centraal-Nieuw-Guinea-expeditie in 1926-1927, beter bekend als de Stirlingexpeditie.